# Liste von Kunstwerken im öffentlichen Raum in Neuss
Die Liste von Kunstwerken im öffentlichen Raum in Neuss gibt einen Überblick über Kunst im öffentlichen Raum, unter anderem Skulpturen, Plastiken, Landmarken und andere Kunstwerke in Neuss. Es besteht kein Anspruch auf Vollständigkeit.
Im öffentlichen Raum, darunter städtische Parks, Straße und Plätze, befinden sich mehr als 100 Kunstwerke. Zu den häufiger vertretenen Künstlern zählt Josef Neuhaus. 2013 wurde eine Kommission eingerichtet, die die Politik der Stadt berät.

## Liste
In Neuss befinden sich unter anderem folgende Kunstwerke im öffentlichen Raum (chronologische Reihenfolge):
| Bezeichnung                       | Ort                                                                                                 | Koordinate                    | Jahr         | Künstler                   | Bemerkungen                                      | Abbildung |
| --------------------------------- | --------------------------------------------------------------------------------------------------- | ----------------------------- | ------------ | -------------------------- | ------------------------------------------------ | --------- |
| Marienborn mit thronender Madonna | Marienkirchplatz                                                                                    | 51° 12′ 11″ N, 6° 41′ 8″ O    | 1906         | Joseph Hammerschmidt       |                                                  |           |
| Theodor-Schwann-Denkmal           | Alte Post                                                                                           | 51° 11′ 49″ N, 6° 41′ 22″ O   | 1909         | Joseph Hammerschmidt       |                                                  |           |
| Gefallenendenkmal                 | Zeughaus                                                                                            | 51° 11′ 54″ N, 6° 41′ 40″ O   | 1929         | W. Meller                  | [ 5 ] [ 6 ]                                      |           |
| Eierdieb                          | Alter Stadtgarten                                                                                   | 51° 11′ 36″ N, 6° 41′ 10″ O   | 1934         | Oswald Causin              | [ 7 ] [ 8 ]                                      |           |
| Hermes mit Neusser Symbolen       | Sparkasse Büchel                                                                                    | Koordinaten fehlen! Hilf mit. | 1952         | Günther Happekotte         |                                                  |           |
| Stehendes Mädchen                 | Schule Grimlinghausen                                                                               | Koordinaten fehlen! Hilf mit. | 1956         | Joseph Neuhaus             |                                                  |           |
| Trauernde                         | Reuschenberg                                                                                        | Koordinaten fehlen! Hilf mit. | 1957         | Joseph Neuhaus             |                                                  |           |
| Trauernde mit Friedenstaube       | Berliner Platz                                                                                      | Koordinaten fehlen! Hilf mit. | 1963         | Marga Groove-Markovic      |                                                  |           |
| Trauernde                         | Holzheim                                                                                            | 51° 9′ 38″ N, 6° 40′ 4″ O     | 1964         | Joseph Neuhaus             |                                                  |           |
| Kraniche                          | Stadtgarten                                                                                         | Koordinaten fehlen! Hilf mit. | 1965         | Günther Happekotte         |                                                  |           |
| Sitzender Knabe                   | Stadtgarten                                                                                         | Koordinaten fehlen! Hilf mit. | 1965         | Marga Groove-Markovic      |                                                  |           |
| Brunnenplastik                    | Herz-Jesu-Altenheim                                                                                 | Koordinaten fehlen! Hilf mit. | 1970         | N. Schöffer                |                                                  |           |
| Freunde und Erkennungszeichen     | | Koordinaten fehlen! Hilf mit. | 1977         | Friedel Denecke            |                                                  |           |
| Bronzeplastik                     | Vorplatz Quirinus-Gymnasium                                                                         | Koordinaten fehlen! Hilf mit. | 1979         | L. Schwartz                |                                                  |           |
| Schulsofa                         | BBZ Hamfeld                                                                                         | Koordinaten fehlen! Hilf mit. | 1979         | Friedrich Meyer            |                                                  |           |
| Marktbrunnen                      | Markt                                                                                               | 51° 11′ 53″ N, 6° 41′ 34″ O   | 1979         | Elmar Hillebrand           | Die Statue zeigt Hermann von Hessen (1450–1508). |           |
| Betonskulptur                     | Weckhoven                                                                                           | Koordinaten fehlen! Hilf mit. | 1970er Jahre | Joseph Neuhaus             |                                                  |           |
| Sappeur                           | Deutsche Straße                                                                                     | Koordinaten fehlen! Hilf mit. | 1980         | Ursula Küppers-Schollmayer |                                                  |           |
| Erftkadett                        | Hafenamt                                                                                            | Koordinaten fehlen! Hilf mit. | 1980         | M. Franke                  |                                                  |           |
| Demokratie Nr. 5                  | Kreispolizeibehörde                                                                                 | Koordinaten fehlen! Hilf mit. | 1980         | Anatol Herzfeld            |                                                  |           |
| Quirinusbrunnen                   | Münsterplatz                                                                                        | Koordinaten fehlen! Hilf mit. | 1983         | J. Pechau                  |                                                  |           |
| Holzturm                          | Hauptpost                                                                                           | Koordinaten fehlen! Hilf mit. | 1985         | Haus-Rucker-Co             |                                                  |           |
| Quader – Chrom, Nickel, Stahl     | Neusser Weyhe                                                                                       | Koordinaten fehlen! Hilf mit. | 1985         | Joseph Neuhaus             |                                                  |           |
| Europa-Stele                      | Friedrich-Ebert-Platz                                                                               | Koordinaten fehlen! Hilf mit. | 1985         | P. Schütz                  |                                                  |           |
| Würfel                            | Stadtgarten                                                                                         | Koordinaten fehlen! Hilf mit. | 1985         | Joseph Neuhaus             |                                                  |           |
| Grenadiere                        | Hamtorplatz                                                                                         | Koordinaten fehlen! Hilf mit. | um 1985      | Staiger                    |                                                  |           |
| Lesepavillon                      | Stadtbibliothek                                                                                     | Koordinaten fehlen! Hilf mit. | 1987         | Haus-Rucker-Co             |                                                  |           |
| Ostdeutscher Gedenkstein          | Platz der Deutschen Einheit                                                                         | Koordinaten fehlen! Hilf mit. | 1988         | W. Kuhn                    |                                                  |           |
| Röhrenplastik                     | Zollstraße                                                                                          | Koordinaten fehlen! Hilf mit. | 1980er Jahre | E. Hauser                  |                                                  |           |
| Der Schütze                       | Kirmesplatz Holzheim                                                                                | Koordinaten fehlen! Hilf mit. | 1990         | Anatol Herzfeld            |                                                  |           |
| Arc                               | Norf, Grünfläche zwischen Forumstaße und Bonner Straße                                              | Koordinaten fehlen! Hilf mit. | 1990         | Christoph Böllinger        |                                                  |           |
| Cyriakusbrunnen                   | Grimlinghausen                                                                                      | Koordinaten fehlen! Hilf mit. | 1991         | Gerresheim/Pietz           |                                                  |           |
| Pannebecker                       | Rosellerheide                                                                                       | Koordinaten fehlen! Hilf mit. | 1991         | Fr. Davertzhoven           |                                                  |           |
| Messingbuch                       | Rathaus                                                                                             | Koordinaten fehlen! Hilf mit. | 1993         | Fa. Hans Dreste            |                                                  |           |
| Alublock                          | Ruhrstraße                                                                                          | Koordinaten fehlen! Hilf mit. | 1993         |                            |                                                  |           |
| Torbogen                          | NB/Stadtbücherei                                                                                    | Koordinaten fehlen! Hilf mit. | 1994         | M. Franke                  |                                                  |           |
| Jüdischer Gedenkstein             | Promenadenstraße                                                                                    | 51° 11′ 47″ N, 6° 41′ 30″ O   | 1995         | Ulrich Rückriem            | [ 9 ]                                            |           |
| Granitquader                      | Weißes Haus                                                                                         | Koordinaten fehlen! Hilf mit. | 1994         | Ulrich Rückriem            |                                                  |           |
| Königspaar                        | Stadthalle                                                                                          | Koordinaten fehlen! Hilf mit. | 1997         | D. Patt                    |                                                  |           |
| Further Familie                   | Furth                                                                                               | Koordinaten fehlen! Hilf mit. | 1997         | D. Patt                    |                                                  |           |
| Edelstahlskulptur                 | Südbrücke                                                                                           | Koordinaten fehlen! Hilf mit. | 1997         | Joseph Neuhaus             |                                                  |           |
| Kardinal-Frings-Denkmal           | Freithof                                                                                            | Koordinaten fehlen! Hilf mit. | 1998         | Elmar Hillebrand           |                                                  |           |
| Wasserrad                         | Rosengarten                                                                                         | Koordinaten fehlen! Hilf mit. | 1998         | Georg Lilienthal           |                                                  |           |
| St. Sebastianusbrunnen            | Furth                                                                                               | Koordinaten fehlen! Hilf mit. | 1998         | A. Koch                    |                                                  |           |
| 7 Säulen                          | Römerplatz                                                                                          | Koordinaten fehlen! Hilf mit. | 1998         | Friedrich Meyer            |                                                  |           |
| Blindenplastik                    | Münsterplatz                                                                                        | Koordinaten fehlen! Hilf mit. | 1999         | E. Boerken                 |                                                  |           |
| Edelstahlplastik                  | Grimlinghausen, Bonner Straße/B9                                                                    | Koordinaten fehlen! Hilf mit. | 2002         | Joseph Neuhaus             |                                                  |           |
| Wächter                           | Rathaus                                                                                             | Koordinaten fehlen! Hilf mit. | 2002         | Anatol Herzfeld            |                                                  |           |
| Bauerndenkmal                     | Hochstadenstraße                                                                                    | Koordinaten fehlen! Hilf mit. | 2002         |                            |                                                  |           |
| Besenbinderdenkmal                | Hoisten, Dorfplatz                                                                                  | Koordinaten fehlen! Hilf mit. | 2002         | Michael Franke             |                                                  |           |
| Seehund                           | Stadtgarten                                                                                         | Koordinaten fehlen! Hilf mit. |              |                            |                                                  |           |
| Glockenspiel                      | Vogthaus Münsterplatz                                                                               | Koordinaten fehlen! Hilf mit. |              |                            |                                                  |           |
| Vier Temperamente                 | | Koordinaten fehlen! Hilf mit. |              | Günther Happekotte         | [ 10 ]                                           |           |
| Stadtstele                        | Am Kaiser                                                                                           | Koordinaten fehlen! Hilf mit. |              | W. Kuhn                    |                                                  |           |
| Wartehäuschen                     | Insel Hombroich                                                                                     | Koordinaten fehlen! Hilf mit. |              | Per Kirkeby                |                                                  |           |
| Heiliger Jakobus                  | | Koordinaten fehlen! Hilf mit. |              | Bert Gerresheim            |                                                  |           |
| Demo/Des Mots                     | Rathaus                                                                                             | Koordinaten fehlen! Hilf mit. |              | HOLT                       |                                                  |           |
| Schützendenkmal                   | | Koordinaten fehlen! Hilf mit. |              |                            | [ 11 ]                                           |           |
| Schweine                          | Neumarkt                                                                                            | Koordinaten fehlen! Hilf mit. |              |                            |                                                  |           |
| Der Kanalarbeiter                 | Hamtorstraße                                                                                        | Koordinaten fehlen! Hilf mit. |              |                            | [ 12 ]                                           |           |
| Hl. Alexius                       | Ecke Augustinusstraße/Nordkanalallee (früher Nordkanalallee, am St.-Alexius-/St.-Josef-Krankenhaus) | Koordinaten fehlen! Hilf mit. |              | Wilhelm Hanebal            | [ 13 ]                                           |           |